# Pelle Larsen
Pelle Larsen (født 1. september 1979 i København) er en tidligere dansk håndboldspiller, der senest spillede for Århus Håndbold i Håndboldligaen. Han har tidligere spillet for Ajax København, AaB Håndbold, Skjern Håndbold og har desuden haft to udlandsophold i henholdsvis spanske BM Altea og schweiziske BSV Bern Muri.
Larsen har tidligere optrådt på det danske håndboldlandshold.

## Eksterne links
- Pelle Larsens hjemmeside Arkiveret 9. september 2013 hos  Wayback Machine
- Spillerinfo Arkiveret 19. juli 2011 hos  Wayback Machine